# 밀리언 달러 트러블
《밀리언 달러 트러블》(Trouble)은 2019년에 공개된 미국의 애니메이션 영화이다.